# Bonhill
Bonhill est une ville située dans le West Dunbartonshire, en Écosse.